# Vịnh Amundsen

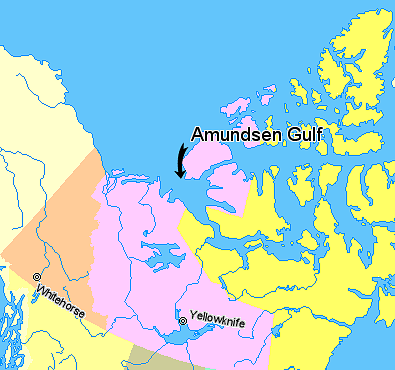
Vịnh Amundsen, khu vực phía tây bắc, Canada.
Nunavut
Northwest Territories
Yukon Territory
British Columbia
Alaska

Vịnh Amundsen là vịnh dạng đất mũi ở vùng tây bắc Canada, khác với vịnh Amundsend (Nam Cực), giữa đảo Banks, đảo Victoria và lục địa. Chiều dài vịnh xấp xỉ 250 mi (400 km) và chiều ngang khoảng 93 mi (150 km) tới biển Beaufort.

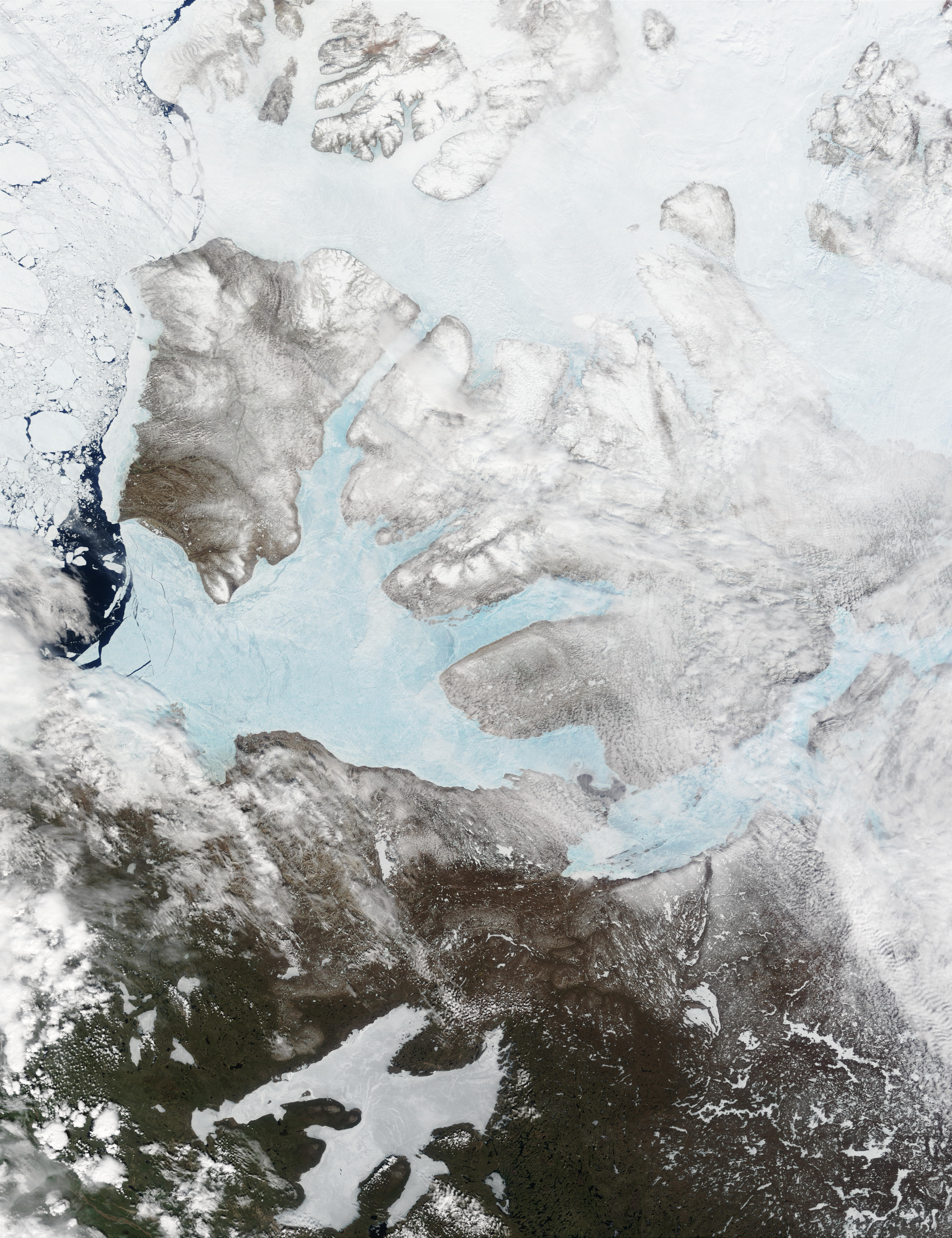
Hình ảnh vệ tinh vịnh Amundsen, vùng xanh sáng trước khi băng tan.

Vịnh Amundsen được khám phá bởi nhà thám hiểm Na Uy Roald Amundsen vào giai đoạn năm 1903 và 1906. Vịnh là nơi kết thúc của tuyến đường biển tây bắc (Northwest Passage), từ Bắc Băng Dương xuyên biển Đại Tây Dương và đến biển Thái Bình Dương.
Vài người sống dọc theo bờ vịnh và một vài thị trấn nhỏ bao gồm: Sachs Harbour, Ulukhaktok và Paulatuk. Hướng lên phía bắc ở vịnh người ta có thể tìm thấy eo biển nữ hoàng xứ Wales. Hướng về phía đông & đông nam vịnh sẽ tới eo biển Dolphin and Union, qua vịnh Simpson và tới vịnh Coronation. Từ đó có thể tới eo biển Dease và vào vịnh nữ hoàng Maud. Hướng về phía đông bắc của vịnh Amundsen là eo biển Victoria. Hướng về phía tây & tây bắc có thể tới biển Beaufort và sau đó là Bắc Băng Dương.
Toàn bộ vịnh ở trong vùng thời tiết Bắc Cực, đặc biệt là rất lạnh. Vào cuối đông, vịnh Amundsen đều được bao phủ bởi băng đá. Thông thường, vào tháng 7 trong năm, hầu hết băng sẽ vỡ, tuy nhiên ở một số vùng ở phía đông và đông bắc của vịnh, băng vỡ vào tháng 8.